# لباخ
شهر لباخ (به آلمانی: Lebach) در ایالت زارلند در کشور آلمان واقع شده‌است.